# Польско-срединнолитовская граница
Граница Польши со Срединной Литвой — государственная граница между Срединной Литвой и Польской Республикой, существовавшая с 12 октября 1920 года по 24 марта 1922 года.
Срединная Литва была создана в октябре 1920 года в результате так называемого «бунта» генерала Желиговского. Занимала территорию Виленщины, которые Польша официально не могла занять, по причине отсутствия международного согласия на такой шаг. Попытки Лиги Наций урегулировать конфликт закончились открытой критикой, как со стороны Польши, так и со стороны Литвы и вскоре переговоры были сорваны.
В октябре 1920 года граница начиналась от стыка границ Литвы, Польши и Срединной Литвы севернее Игналина. Затем шла по северной (река Дисна) и восточной границе бывшего свенцянского уезда (в том числе через озеро Нарочь), по южной границе ошмянского, виленского и трокского уездов. Новый стык границ с Литвой находился на реке Мерешанке, южнее Оран.
В январе 1922 года, перед выборами, которые решали территориальную принадлежность новой республики, к Срединной Литве были присоединены — на севере браславский уезд, а на юге лидский уезд, в которых преобладало польское население.
Новая граница шла от стыка с границей Латвии возле Друи, затем в южном направлении по восточной границе браславского и свенцянского уездов (в том числе через озеро Нарочь), доходила до реки Вилейки (между Сморгонью и Вилейкой), по восточной границе ошмянского уезда до стыка с границей лидского уезда возле Сурвилишек, затем по восточной, южной и западной границам лидского уезда доходила до Немана, пересекала его в окрестностях Новогрудка, затем по южной границе трокского уезда изменяла своё направление на северное, достигая на реке Мерешанка южнее Оран границы с Литвой.
22 марта 1922 года учредительный сейм в Варшаве принял Акт воссоединения Виленского края с Польской Республикой. 24 марта 1922 года Виленский сейм был распущен, а территория Срединной Литвы присоединена к Польше.